# Heidi Pelttari
Heidi Pelttari, född den 2 augusti 1985 i Tammerfors i Finland, är en finländsk ishockeyspelare.
Hon tog OS-brons i damernas ishockeyturnering i samband med de olympiska ishockeytävlingarna 2010 i Vancouver.